# 拉乔伊乌帕齐拉
拉乔伊乌帕齐拉是孟加拉国达卡专区马达里布尔县的一个乌帕齐拉。根据1991年的孟加拉国人口普查，该地的总人口数为204356人，其中男性人口占总人口的50.3%，女性占49.7%。